# Den dödes skugga
Den dödes skugga (originaltitel: Foreign Intrigue) är en svensk-amerikansk thrillerfilm från 1956 i regi av Sheldon Reynolds. Reynolds hade mellan åren 1951 och 1955 regisserat en TV-serie med namnet Foreign Intrigue, vilken dock inte har något gemensamt med filmen förutom namnet. I filmen medverkar bland andra Robert Mitchum, Genevieve Page och Ingrid Thulin.

## Om filmen
Inspelningen ägde rum under juli och augusti 1955 i Filmstaden Råsunda, Nice, Marseille, Paris och Versailles i Frankrike, Stockholm och Stockholms skärgård, Wien i Österrike och i Monte Carlo. Reynolds var producent och skrev även manus tillsammans med Harold Jack Bloom och Gene Levitt.

## Handling
Den förmögne Victor Danemore dör hastigt i en hjärtattack och hans sekreterare börjar göra efterforskning till hur hans rikedomar har uppkommit, något som är höljt i dunkel.

## Rollista
- Robert Mitchum – Dave Bishop, journalist
- Geneviève Page – Dominique Danemore
- Ingrid Thulin – Brita Lindquist
- Inga Tidblad – fru Lindquist, Britas mor
- Frédéric O'Brady – Jonathan Spring
- Eugene Deckers – Pierre Sandoz
- John Padovano – Tony Forrest
- Frederick Schrecker – Carl Mannheim, advokat
- Lauritz Falk – Jones
- Peter Copley – Brown
- Ralph Brown – Smith
- Georges Hubert – doktor Thibault
- Jean Galland – Victor Danemore, Dominiques man
- Jim Gérald – kaféägare
- Milo Sperber – sergeant Baum
- John Starck – Starky
- Gilbert Robin	– Dodo, bartender
- Valentine Camax – städerskan
- Robert Le Béal – Charles
- Albert Simmons – mannen vid informationsdisk
- John Vidborg	chaufför
- Lily Kann – den blinda hushållerskan
- Sylvain Levignac – hejduk
- Jimmy Perrys – arbetare i Mannheim
- Pierre Vaudier – tulltjänsteman på Wiens flygplats
- David Stein – ej identifierad roll
- Lars Kåge	– ej identifierad roll
- Ulla Sjöblom – röst
- Göran Ålund – stand-in
- Eileen O'Casey